# Раевская, Софья Алексеевна
Софья Алексеевна Раевская (урождённая Константинова; 25 августа 1769 — 16 декабря 1844, Рим) — супруга героя Отечественной войны 1812 года Николая Раевского, внучка Михаила Васильевича Ломоносова. Кавалерственная дама ордена Святой Екатерины (06.03.1813).

## Биография
Родителями Софьи Алексеевны были библиотекарь Екатерины II Алексей Алексеевич Константинов (1728—1808), грек по национальности, и Елена Михайловна (1749—1772), дочь (и единственный выживший ребёнок) Михаила Васильевича Ломоносова.
Софья Алексеевна получила прекрасное образование, знала несколько иностранных языков.
На одном из балов в Петербурге Софья Алексеевна познакомилась с блестящим 23-летним полковником Николаем Раевским. Свадьбу сыграли в Петербурге в 1794 году. В приданое Софья Алексеевна получила мызу Усть-Рудица недалеко от Ораниенбаума в равных долях с сестрой Екатериной Алексеевной (умерла 1846 году). В июне 1795 года Раевский вместе с молодой женой прибыл в Георгиевск, где располагался его Нижегородский драгунский полк. Раевская не испугалась трудностей полевой жизни, повсюду следуя за мужем. В марте 1796 года Нижегородский полк отправился в 16-месячный поход. «Под стенами Дербента» Софья Алексеевна родила своего второго ребёнка. Роды были очень тяжёлыми, а врачей поблизости не оказалось. По рассказу, опубликованному в книге писательницы баронессы Л. С. Врангель, акушером был вынужден стать полковник фон-дер-Пален. Болезнь вынудила Софью Алексеевну покинуть супруга и расположение полка.
10 мая 1797 года по высочайшему повелению Павла I полковник Н. Н. Раевский был разжалован и исключён со службы, вместе с мужем Софья Алексеевна отправилась в село Екимовское Каширского уезда Тульской губернии. Уединившись, супруги переживали тяжёлые дни, посвятив время семье и хозяйству. Лишившись жалования, Раевские оказались фактически без средств к существованию. Отец Софьи Алексеевны был вынужден закладывать свой дом в ломбарде, чтобы помочь дочери и зятю. Николай Николаевич обращался с просьбами к дядюшке графу Самойлову: «Вы знаете, Милостивой Государь дядюшка что мои дела запутаны. Процентов плачу много, доходу имею — мало, а помощи почти никакой, семья ж моя теперь довольно велика, по сим обстоятельствам я теперь в нужде». Дела семьи поправились, когда Екатерина Николаевна выделила сыну богатое имение Болтышку, более двух тысяч душ, дом на Большой Дмитровке и имение Васильевское близ Калужской заставы с «ранжереями и садом и дачею по обе стороны Москвы-реки». Позднее Раевский приобрёл у графа Самойлова три деревни в Киевской губернии.
В в 1806 году Софья Алексеевна опасно заболела, Раевский ухаживал за ней сам: «…с сердцем и с долгом моим сходно чтобы бросить все дела мои другия и иметь о ней попечение, она не только что одна но и женщины не имеет порядочной, словом я у неё всё».
По словам правнука С. Волконского, Софья Алексеевна была «женщина характера неуравновешенного, нервная, в которой темперамент брал верх над разумом». Отношения её с родственниками мужа были неровными, когда в 1806—07 годах они особенно обострились, граф Самойлов был вынужден обращаться к Николаю Николаевичу: «Когда вы почитаете тестя вашего, то не имеет ли Софья Алексеевна равной обязанности мать вашу почитать? Она заслуживает оное по доброму сердцу её и по частной жизни, которая может служить примером как её дочери, так и всем невесткам…» В отличие от мужа, который был снисходителен к характеру Софьи Алексеевны, его братья были не столь великодушны. Оправдывая «её заблуждения и вину», Раевский писал в мае 1810: «Нельзя мне не верить и Софье Алексеевне, потому что Александр Львович три или четыре года тому доказал, что он в состоянии забыть благопристойность и уважение, которым обязан всякой человек, особливо жене брата, который по летам в отцы им годится и пред ними виноват никогда не был…».
Уединение продолжалась до весны 1807 года, когда Николая Николаевича вновь назначили на службу с пожалованием звания генерал-майора. Сначала Раевский не хотел покидать семью и возвращаться в армию. Лишь после захвата Наполеоном Берлина Николай Николаевич подаёт рапорт с просьбой зачислить его в войска. Софья Алексеевна осталась дома с детьми, но как только представилась возможность, она летом 1810 года приехала к мужу в Яссы, где он находился в Молдавской армии. В 1812 году, когда старший сын, 16-летний Александр, находился в действующей армии, Софья Алексеевна привезла на восточную границу и младшего сына, 11-летнего Николая. Братья участвовали в нескольких сражениях, в том числе бое под Салтановкой. По семейному преданию, Раевский отказался от графского титула, пожалованного ему Александром I за отличие в боях, но испросил у императора назначения старшей дочери фрейлиной. Софья Алексеевна за боевые заслуги супруга была удостоена 6 марта 1813 года ордена Святой Екатерины малого креста.
После подписания мира весной 1814 года Раевский получил длительный отпуск «к богемским и австрийским водам». В следующем году Раевские отправились в Киев, где был расквартирован вверенный Николаю Николаевичу 4-й пехотный корпус. Там они прожили 9 лет, лишь иногда выезжая на лето в любимое имение Болтышку.
Почти ежегодно Раевский с семьёй путешествовал в Крым или на Кавказ. Во время одного из путешествий в августе-сентябре 1820 года Раевские продолжили знакомство с А. С. Пушкиным, с которым встречались ещё в Петербурге. Позднее Софья Алексеевна виделась с поэтом в Кишинёве (июнь 1821) и Одессе (октябрь — декабрь 1823).

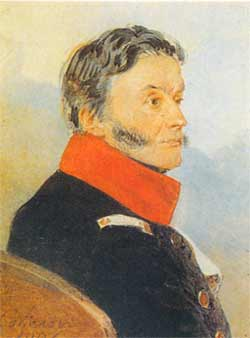
Н. Н. Раевский. 1826 г.

1825 год стал для семьи тяжёлым испытанием. Оба сына были привлечены к следствию по подозрению в участии в декабрьском восстании. Зятья, брат мужа Василий Львович, мужья его племянниц В. Н. Лихарёв и И. О. Поджио были арестованы. Под подозрением находился и сам Николай Николаевич. В январе 1826 года главнокомандующий граф Сакен писал Николаю I: «К моему величайшему сожалению, я подозреваю человека, долго служившего, пожилого, отца семейства, Раевского, дом которого был открыт для всех заговорщиков, и члены собственной семьи которого замешаны в этом деле. Можно ли верить его невиновности?» Дочь Мария приняла решение последовать в ссылку за мужем, несмотря на протесты родных. Мать так и не приняла её поступка, в единственном письме к Марии Николаевне в 1829 году она писала: «Вы говорите в письмах к сестрам, что я как будто умерла для Вас… А чья вина? Вашего обожаемого мужа… Немного добродетели нужно было, чтобы не жениться, когда человек принадлежит к этому проклятому заговору. Не отвечайте мне, я Вам приказываю!»
После смерти мужа, последовавшей 16 (28) сентября 1829 года, Софья Алексеевна оказалась в трудном материальном положении и была вынуждена обратиться к Пушкину с просьбой «похлопотать» об увеличении пенсии. В январе следующего года Пушкин писал А. Х. Бенкендорфу: «Вдова генерала Раевского обратилась ко мне с просьбой замолвить за неё слово… То, что выбор её пал на меня, само по себе уже свидетельствует, до какой степени она лишена друзей, всяких надежд и помощи. Половина семейства находится в изгнании, другая — накануне полного разорения. Доходов едва хватает на уплату процентов по громадному долгу. Госпожа Раевская ходатайствует о назначении ей пенсии в размере полного жалования покойного мужа, с тем, чтобы пенсия эта перешла дочерям в случае её смерти. Этого будет достаточно, чтобы спасти её от нищеты…». По утверждению П. В. Нащокина, пенсию повысили до 12 тысяч рублей. Впоследствии Раевская уехала с двумя незамужними дочерьми в Италию для лечения.
Софья Алексеевна Раевская умерла от водянки 16 декабря 1844 года в Риме, где и была похоронена на протестантском кладбище Монте-Тестаччо.

## Брак и дети
От брака с Николаем Николаевичем Раевским имела детей:
- Александр (27.02.1795—04.11.1868), с 1834 года женат на Екатерине Петровне Киндяковой (1812—1839).
- Екатерина (21.04.1797—03.02.1885), фрейлина, с 1821 года супруга декабриста Михаила Фёдоровича Орлова (1788—1842).
- Николай (03.08.1799[12]—до 1801), крещен 8 августа 1799 года в Скорбященской церкви при восприемстве графа А. Н. Самойлова и бабушки Е. Н. Давыдовой.
- Николай (08.08.1800[13]—до 1801), родился в Москве, крещен 23 августа 1800 года в церкви Сошествия Святого Духа у Пречистенских Ворот при восприемстве П. Л. Давыдова.
- Николай (25.09.1801—05.08.1845), с 1839 года женат на фрейлине Анне Михайловне Бороздиной (1819—1883).
- Елена (29.08.1803—10.09.1852), фрейлина двора (с 14.10.1816), перешла в католичество, умерла в Риме и погребена на кладбище во Фраскати[14].
- Мария (22.07.1804—10.08.1863), с 1825 года супруга декабриста князя Сергея Григорьевича Волконского (1788—1865).
- Софья (12.06.1805—20.08.1806)[15], крещена 21 июня 1805 года в Исаакиевском соборе, восприемники: коллежский советник А. А. Константинов и его дочь, девица Екатерина[16]. Скончалась во младенчестве.
- Софья (19.11.1806—13.02.1881), фрейлина двора, не замужем.

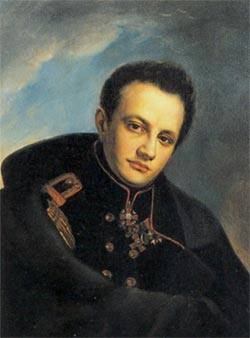
Александр
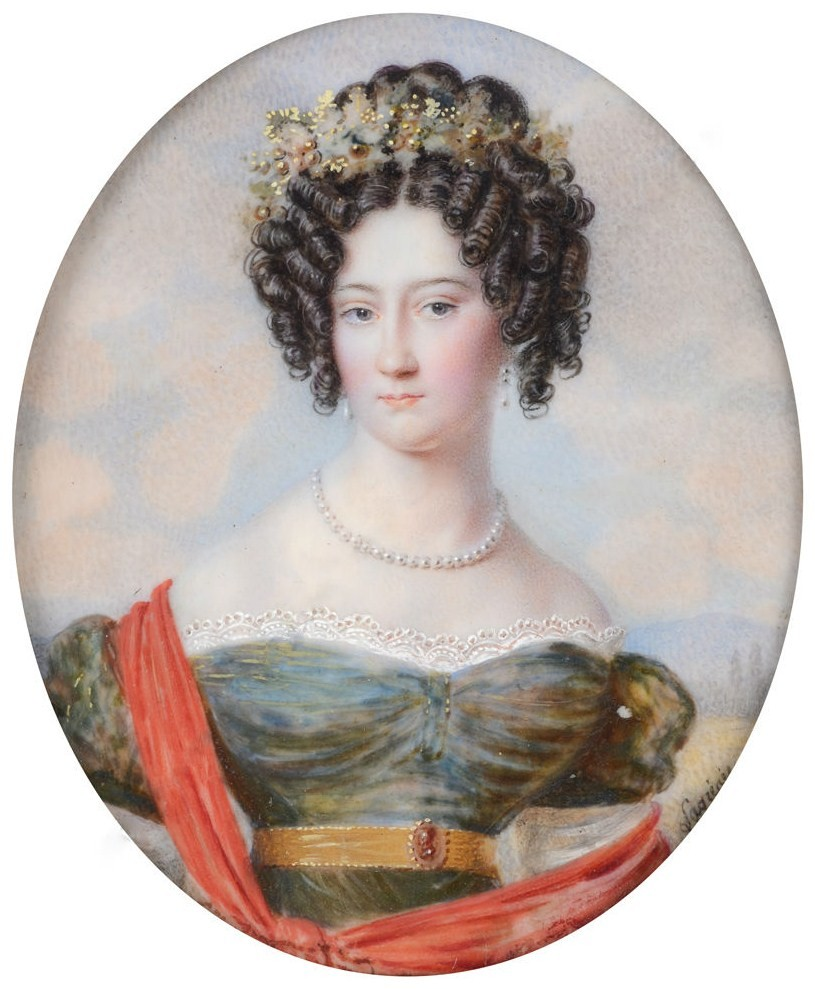
Екатерина
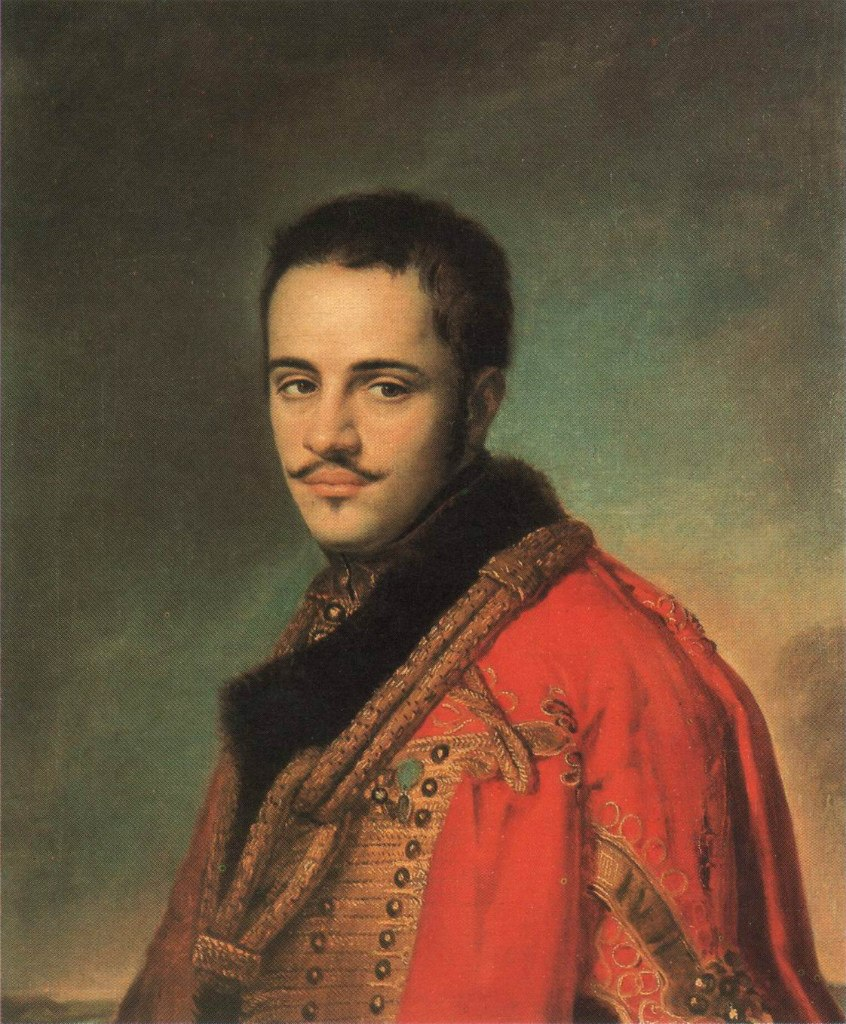
Николай
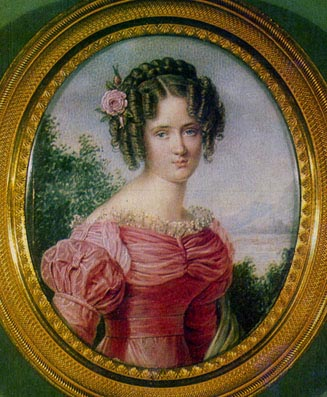
Елена
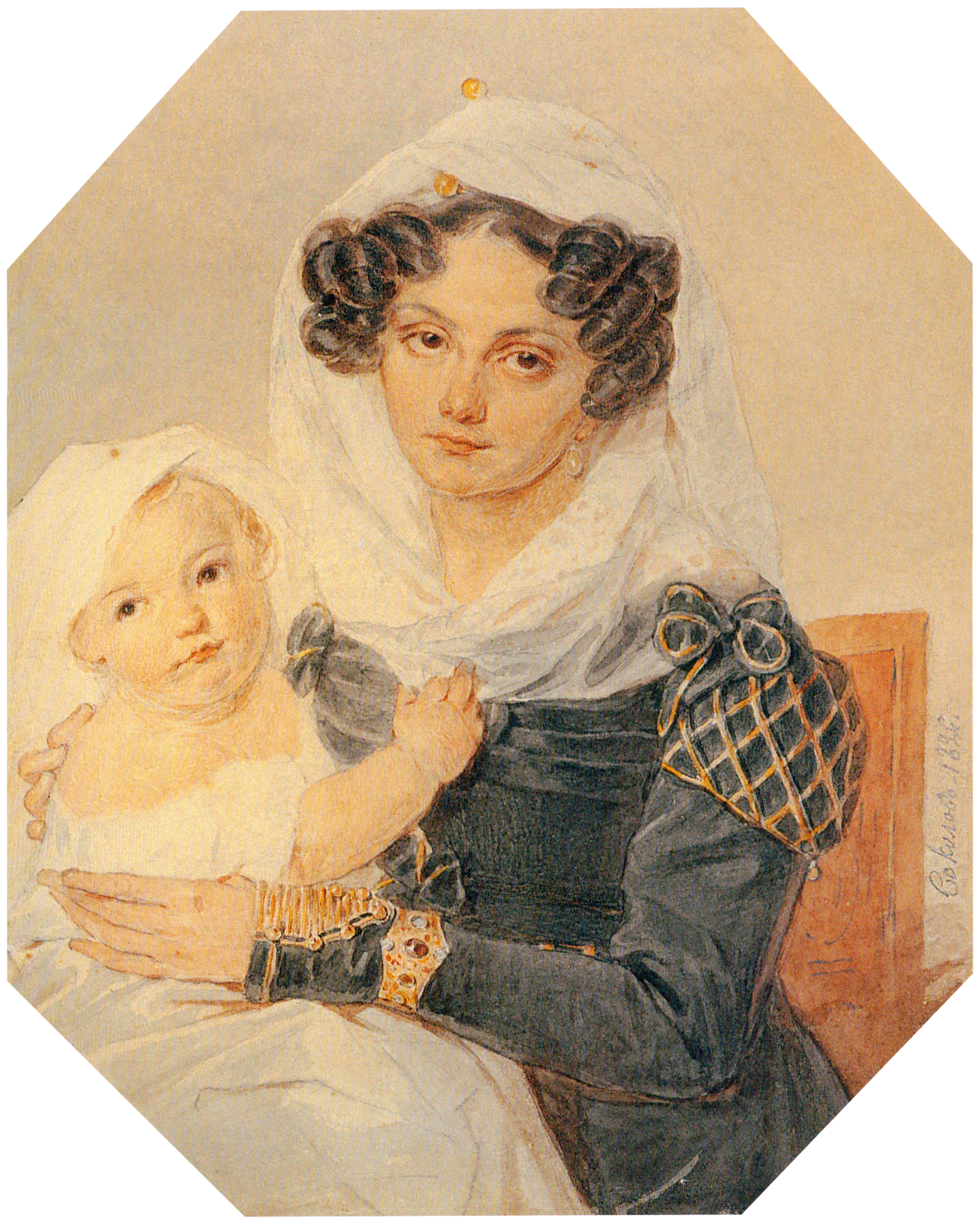
Мария
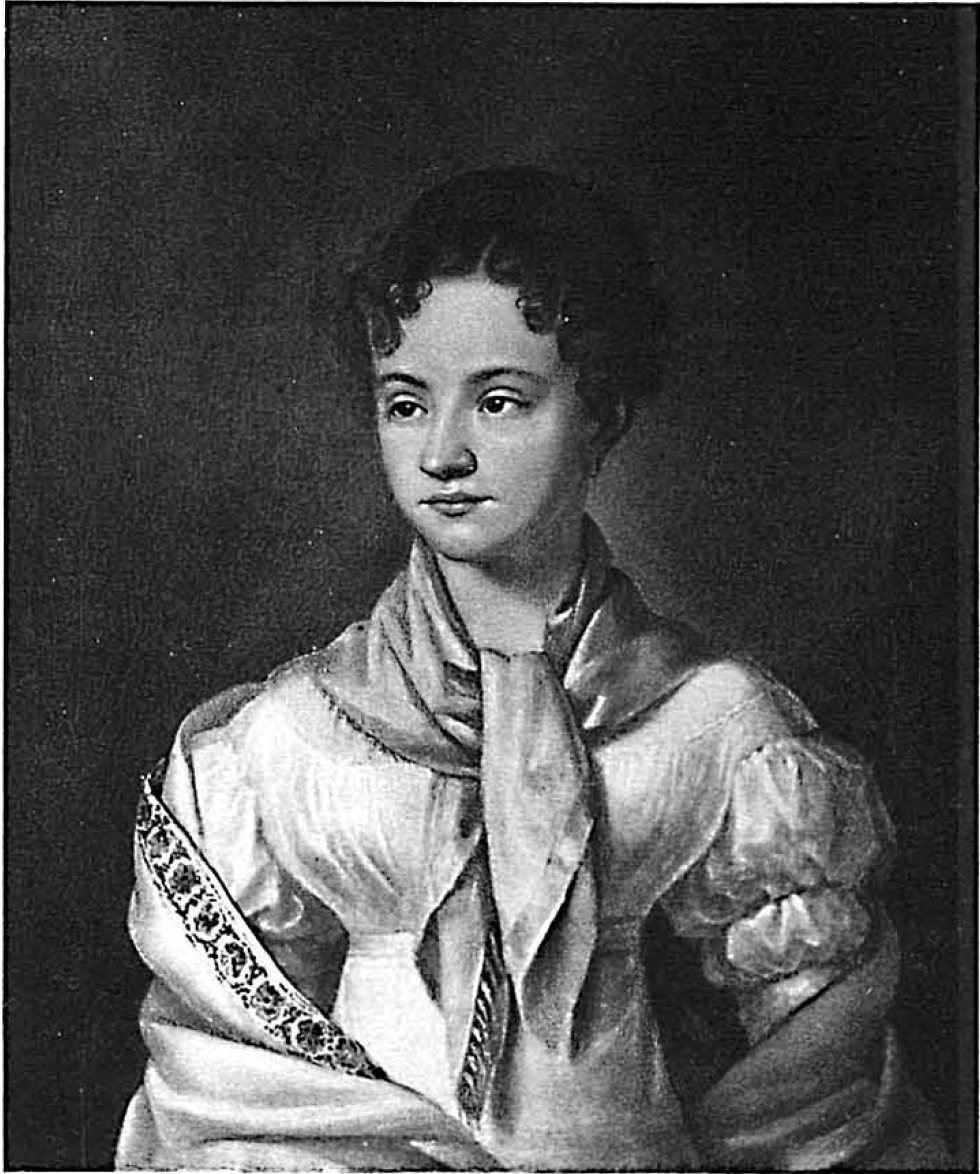
Софья

## Отзывы
Вигель, не любивший молодых Раевских, приписывал греческому происхождению матери все несимпатичные ему черты их характера. Он писал о семействе Раевских: «Вообще всё семейство его только и умело что себе и другим вредить… Всё семейство страдало полножелчием и, смотря по сложению каждого из членов его, желчь более или менее разливалась в их речах и действиях».
Тогда как князь И. М. Долгорукий даёт о Раевской такой отзыв:

Она дама весьма вежливая, приятной беседы и самого превосходного воспитания; обращение её уловляет каждого, хотя она уже не молода и не пригожа, но разговор её так занимателен, что ни на какую красавицу большого света её не променяешь; одна из тех любезных женщин, с которой час свидания, может почесться приобретением; она обогащает полезными сведениями ум жизни светской, проста в обращении, со всеми ласкова в обхождении, но не кидается на шею ко всякой даме; с лёгкостью рассуждает о самых даже слабостях ея пола; разговор её кроток, занимателен, приветствия отборны, в них нет поминутных «душа моя» и «ma chere»; ей известны иностранные языки, но она ими не хвастает и слушает охотно чужой разговор, не стараясь одна болтать без умолку; природа отказала ей в пригожести, но взамен обогатила такими дарованиями, при которых забывается наружный вид лица.

## В кино
- «Звезда пленительного счастья» (реж. В. Мотыль, 1975) — Р. С. Куркина.
- «Одна любовь души моей» (реж. Наталья Бондарчук, 2007) — Зинаида Кириенко[17].